# Teucholabis aequinigra
Teucholabis aequinigra är en tvåvingeart som beskrevs av Alexander 1941. Teucholabis aequinigra ingår i släktet Teucholabis och familjen småharkrankar.
Artens utbredningsområde är Panama. Inga underarter finns listade i Catalogue of Life.